# Mangapiko (rivière)

Le ruisseau Mangapiko (anglais : Mangapiko Stream ) est un cours d’eau de basse altitude, qui s’écoule à travers le centre du  District de Waipa , dans la région de  Waikato dans l’Île du Nord de la Nouvelle-Zélande.

## Géographie
Ce cours d’eau commence près du sommet du Mt Maungatautari et ondule ensuite vers l’ouest  à travers  un pays de fermes laitières et constitue finalement un affluent de la rivière Waipa.
Le cours d’eau passe à travers la ville de Te Awamutu (la ‘fin de la  rivière’ en  langage Maori) et rencontre son principal affluent , qui est le ruisseau  Mangaohoe, qui lui aussi commence près du sommet du Mt Maungatautari.

## Flore
Le cours d’eau prend naissance dans le bush natif sur le  Mt Maungatautari mais passe aussi à travers des étendues formées de petits arbres natifs. Ces arbres sont constitués essentiellement de Podocarpus totara et de Dacrycarpus dacrydioidesou  kahikatea, mais il y a aussi des arbustes natifs à feuilles larges. Le groupe le plus important de ces arbres à travers lequel circule le cours d’eau peut être observé  quand on le traverse en passant sur le pont de la route Cambridge («Cambridge Rd Bridge”).

## Faune
Quand on parcourt la rivière en  kayak pour l’observer, on peut voir des carpes Koï le long des berges, qui se cachent dans les canaux latéraux. Il y a aussi des   Anguilles de Nouvelle-Zélande, des canards et de nombreux  Pukeko ou Talève sultane.

## Environnement
Le cours du ruisseau Mangapiko a fait l’objet d’une surveillance par  le service de l’Environnement  de la région de Waikato pour échantillonner la qualité de l’eau au niveau de ‘Bowman Rd’., et les  résultats montrent l’un des pires scores parmi les cours d’eau testés dans cette zone.
Il existe un groupe de volontaires locaux, qui tentent de restaurer l’état des berges de la rivière avec la replantation des espèces de buissons et d’arbres natifs dans le cadre du Maungatautari Restoration Project (en). Les fermiers ont aussi  replanté leurs  berges pour éviter qu’elles ne s’effondrent. L’étendue de ce travail de restauration peut être appréciée lorsque l’on descend le cours de la rivière en kayak.

## Loisirs
Durant l’essentiel de l’année, le niveau de l’eau est assez haut pour la pratique du kayak mais en été, il peut être un peu insuffisant. Avec un niveau d’eau moyen, le cours d’eau peut être ainsi parcouru du pont de la route de «Rotoorangi Rd » jusqu’au pont de la route de ‘Te Rahu Rd ‘. avec deux possibilités d’arrêt  au niveau de la route de ‘ Cambridge Rd ‘ et de ‘Woodstock Rd ‘. Ces  promenades passent à travers des bosquets d’arbres éparpillés et des zones de bush  natif épais, où aucun rayon de soleil ne peut pénétrer. Il y a seulement un seul rapide sur le parcours pour gâcher la promenade car on peut aisément y culbuter hors du kayak et il est situé 10 secondes après le pont de Woodstock. Du fait qu’il s’agit d’un cours d’eau de faible altitude, le flux est très lent. En de nombreux endroit, il y a des saules bloquant le lit de la rivière mais, qui sont assez aisés à déblayer. Parfois, les  saules peuvent devenir très denses, quand on entre dans le secteur de “Te Awamutu area” , et le passage des  kayaks y est alors impossible.